# Академия вооружённых сил Словакии
Академия вооруженных сил генерала Милана Растислава Штефаника (словац. Akadémia ozbrojených síl generála Milana Rastislava Štefánika) — государственный военный университет Словакии. Академия даёт университетское образование на всех трёх уровнях. Её ректор с 1 ноября 2015 года – доцент, инженер Йозеф Путтера.
Академия расположена на окраине города Липтовски-Микулаш. Из Академии вооруженных сил в центр города курсирует автобус 5-й линии (в зависимости от часа дня - 2-3 раза в час), стоимость проезда 50 евроцентов. Кроме того, один раз в сутки, в 15:05, от Академии отъезжает автобус 12-й линии. Также можно добраться пригородным автобусом, который курсирует в Деменовска Долину и курорт Ясна.

## История
Военная школа в Липтовски функционировала с 1945 года. 1 сентября 1973 она получила статус университета, будучи известной под названием Высшая военная техническая школа (словац. Vysoká vojenská technická škola). В 1993 году после распада Чехословакии функционировала как Военная академия.
В 2004 году Национальный совет Словакии основал два университета: Академию вооруженных сил генерала Милана Растислава Штефаника (словац. Akadémie ozbrojených sil) как государственный университет и Национальную академию обороны маршала Андрея Хадика (словац. Národnej akadémie obrany), которая должна была быть учебным центром для подготовки . В 2008 году Национальная академия обороны была отменена, а её роль взяла на себя Академия вооруженных сил.
С 20 по 24 мая 2019 года здесь проходила 43-я бизнес-неделя панели прикладных транспортных технологий (AVT) Организации НАТО по науке и технологиям (STO).

## Инфраструктура
В главном корпусе кроме учебных и административных помещений расположены музей и библиотека, справочные терминалы. На территории учреждения под открытым небом в качестве исторических экспонатов находятся образцы вооружения и военной техники, в частности пусковые установки зенитных ракетных комплексов С-75, С-125, РЛС, бронетехника и т.д.
Академия имеет собственную типографию, издающую, в частности, научный журнал «Science & Military» (выходит дважды в год).

## Ректоры
- бригадный генерал, доцент, инженер Мирослав Келемен (Miroslav Kelemen), доктор философии — с сентября 2008 года по 31 июля 2011 года;
- бригадный генерал, доцент, инженер Борис Дюркех (Boris Ďurkech), кандидат наук — с мая 2012 года по 1 ноября 2015 года;
- доцент, инженер Йозеф Путтера (Jozef Puttera), кандидат наук — с ноября 2015 года.

## Галерея

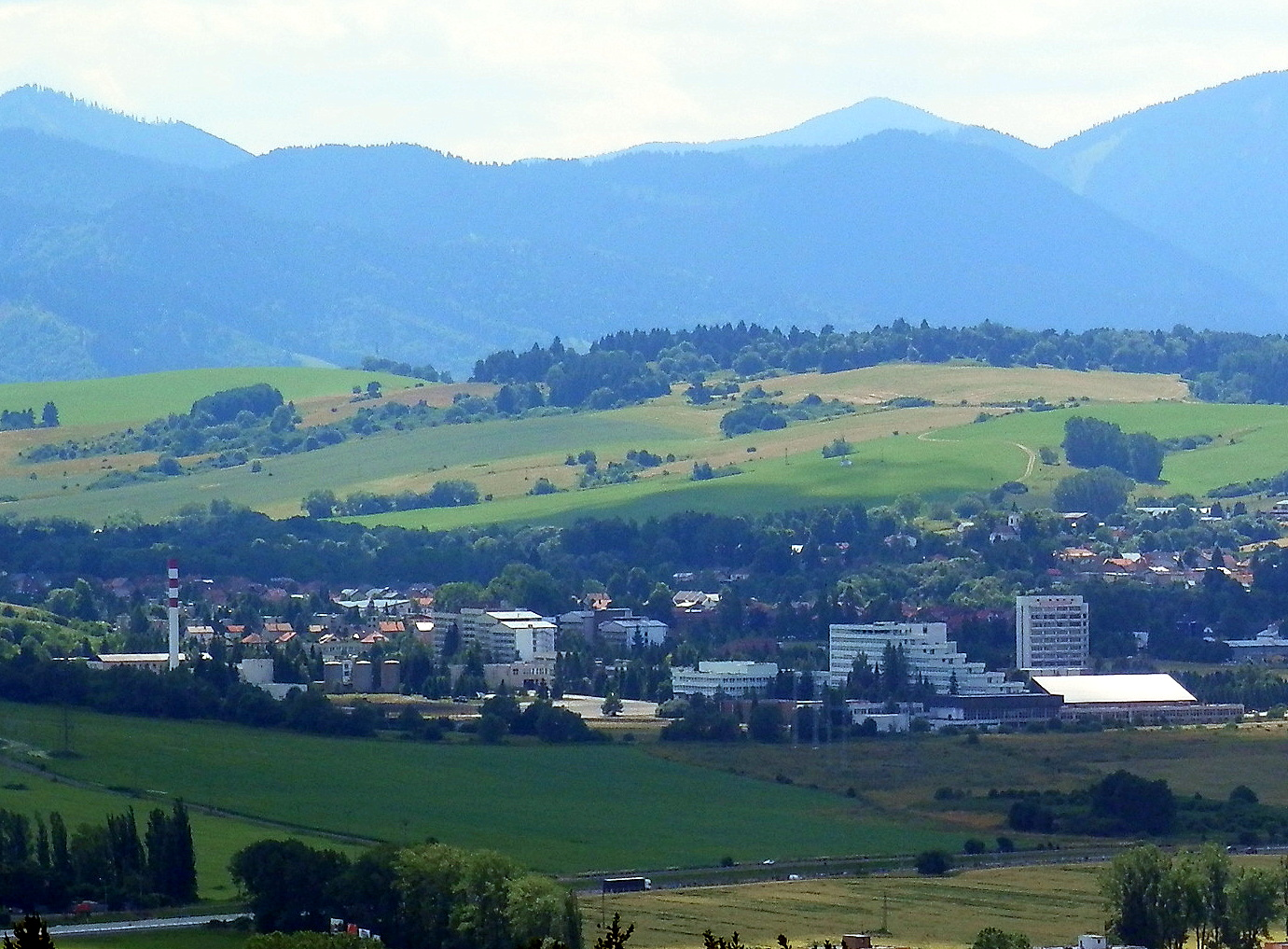
Вид на здание Академии
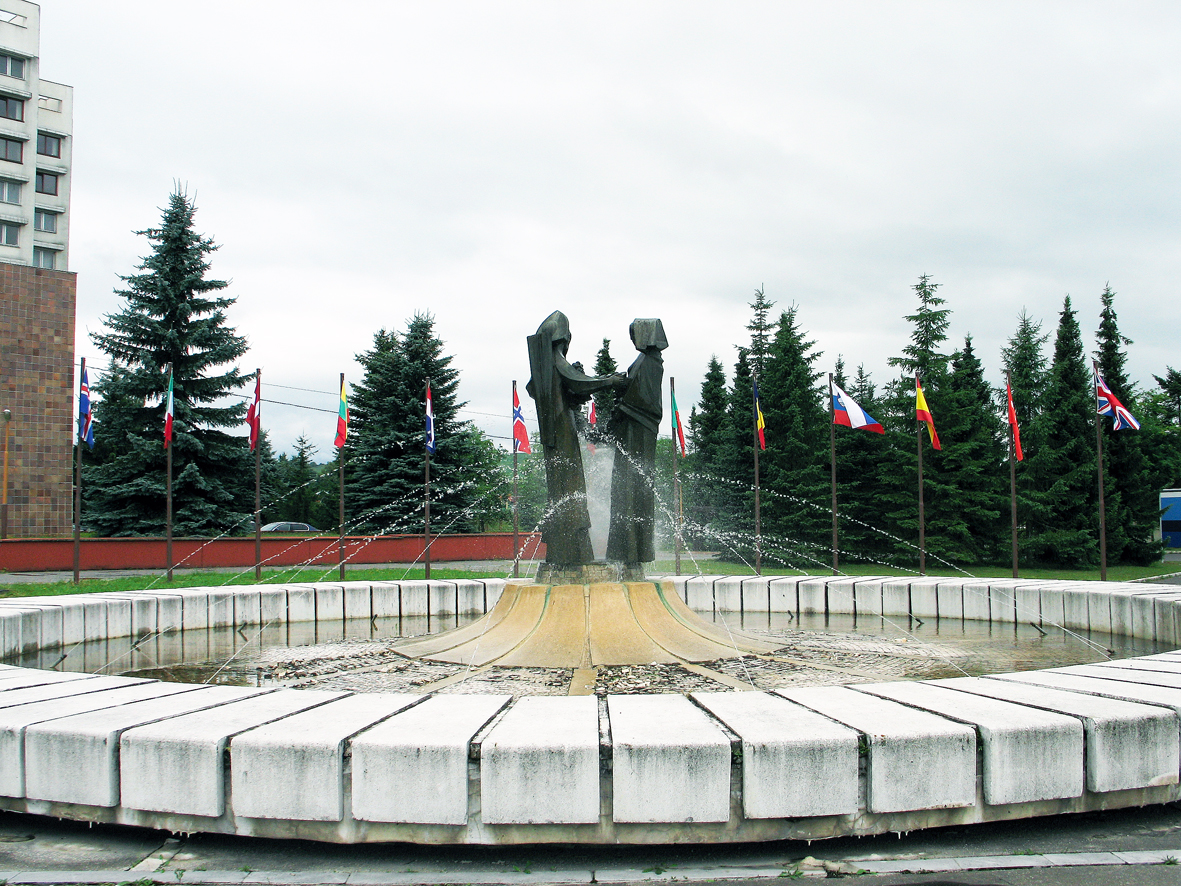
Фонтан перед входом до главного корпуса
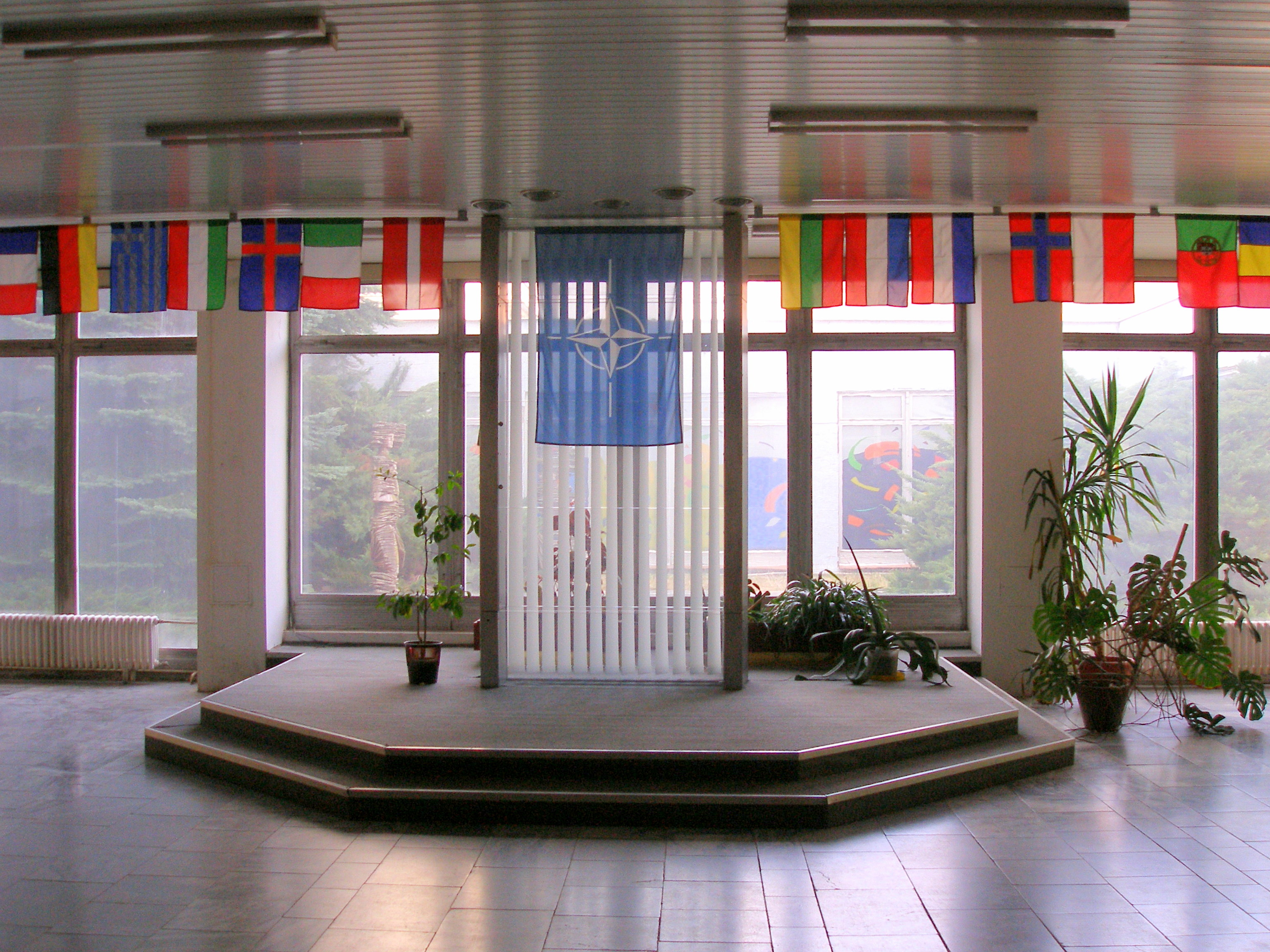
У холле главного корпуса
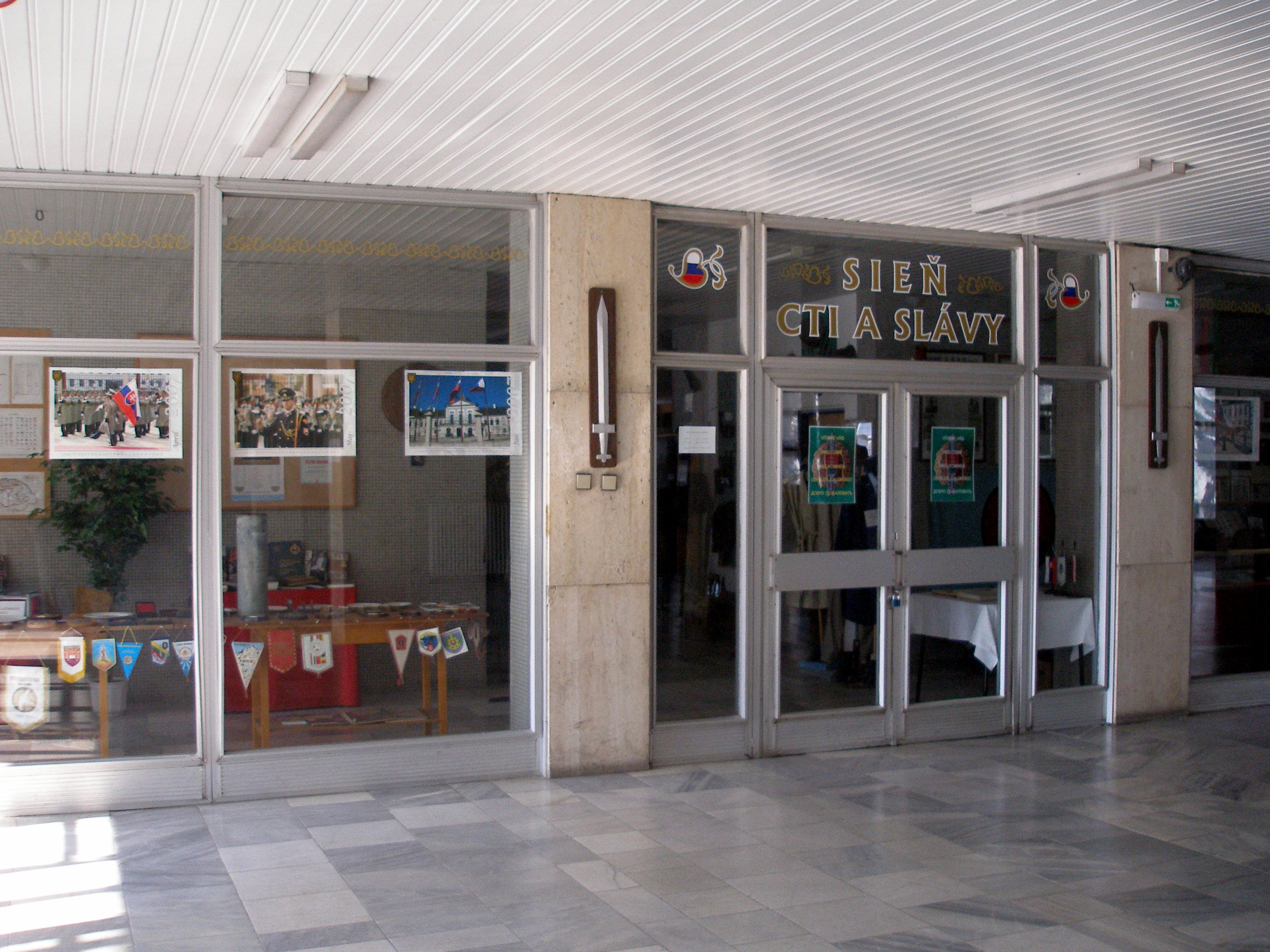
Вход в музей
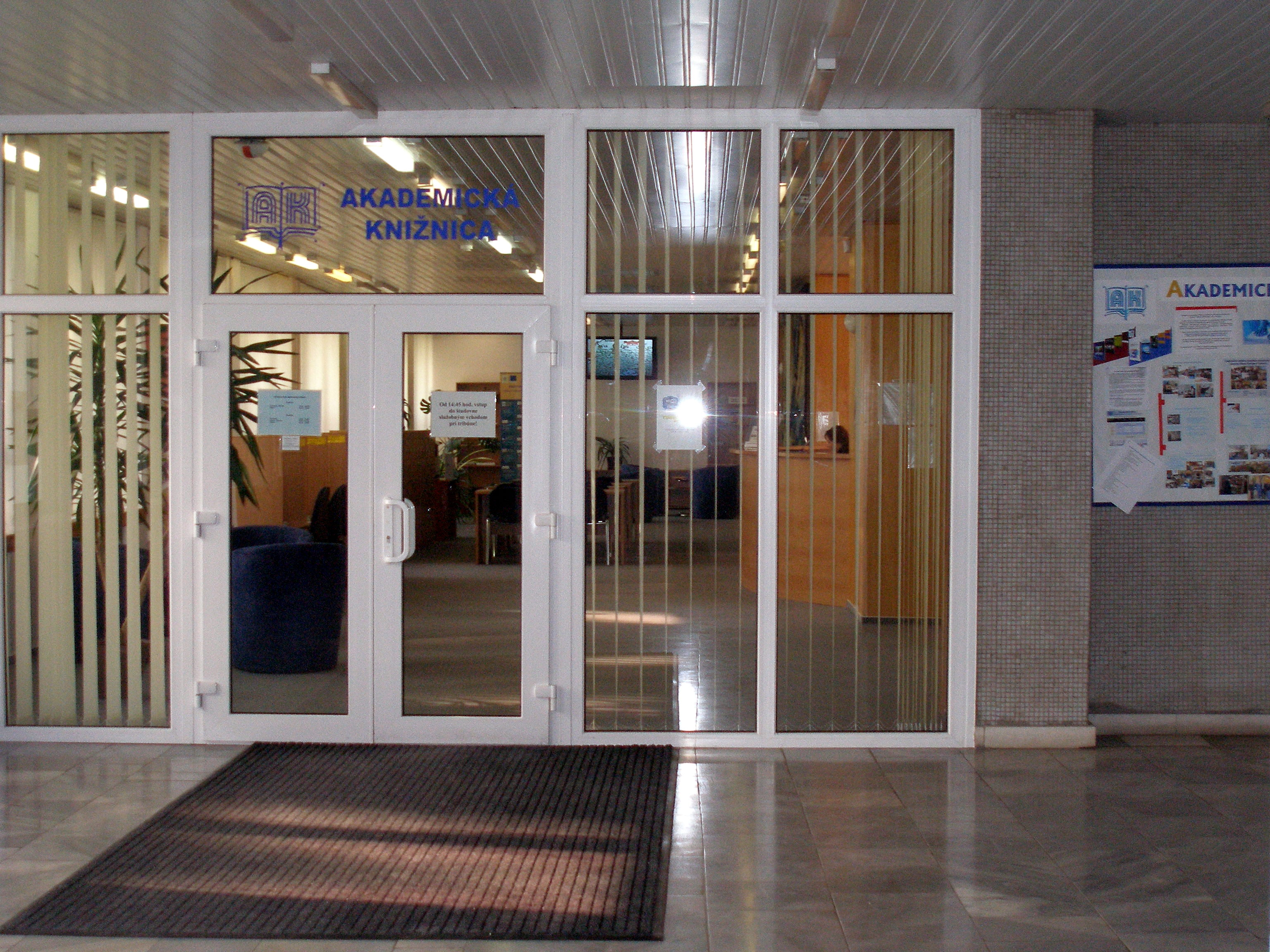
Библиотека
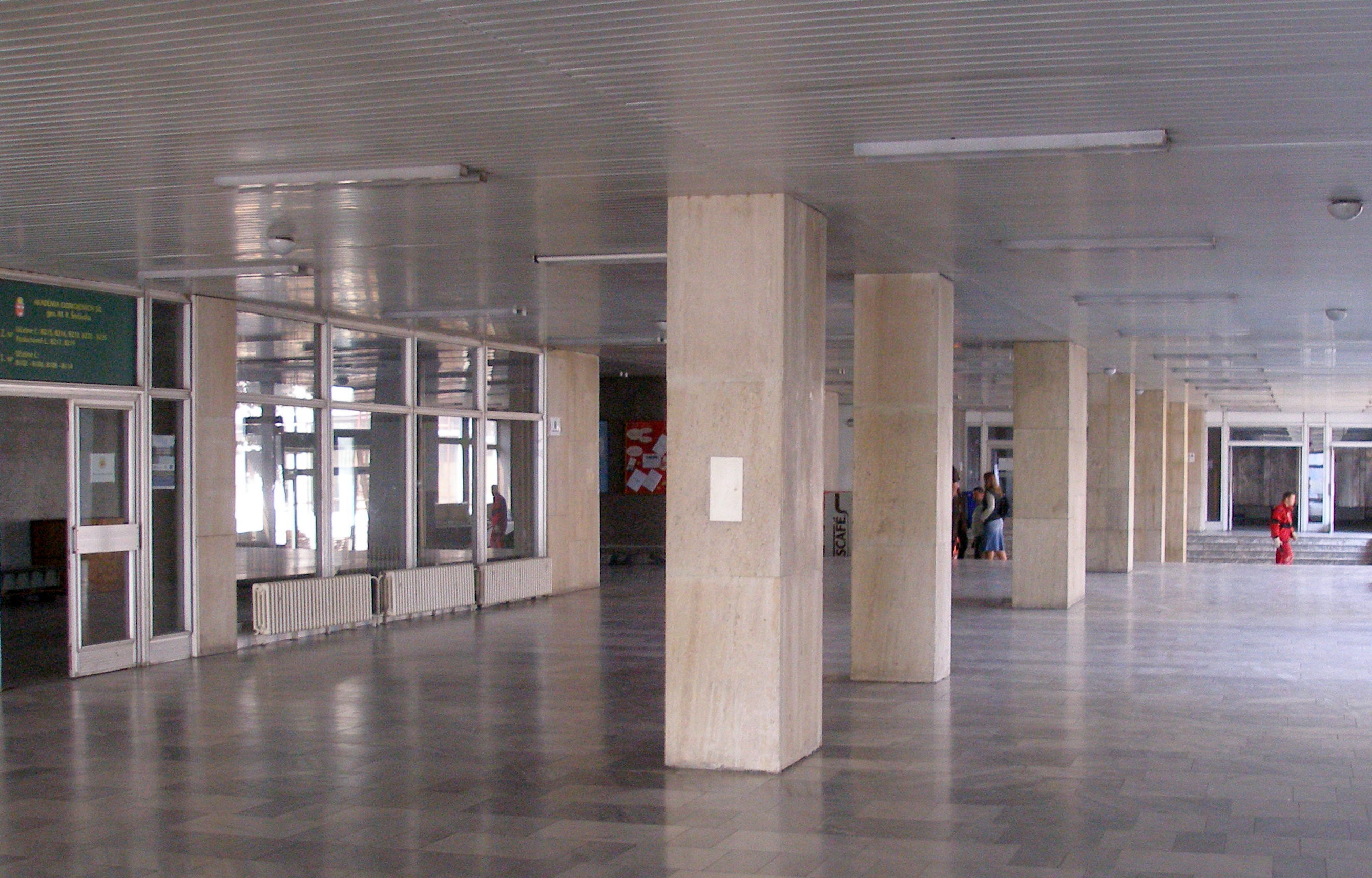
Интерьер главного корпусу
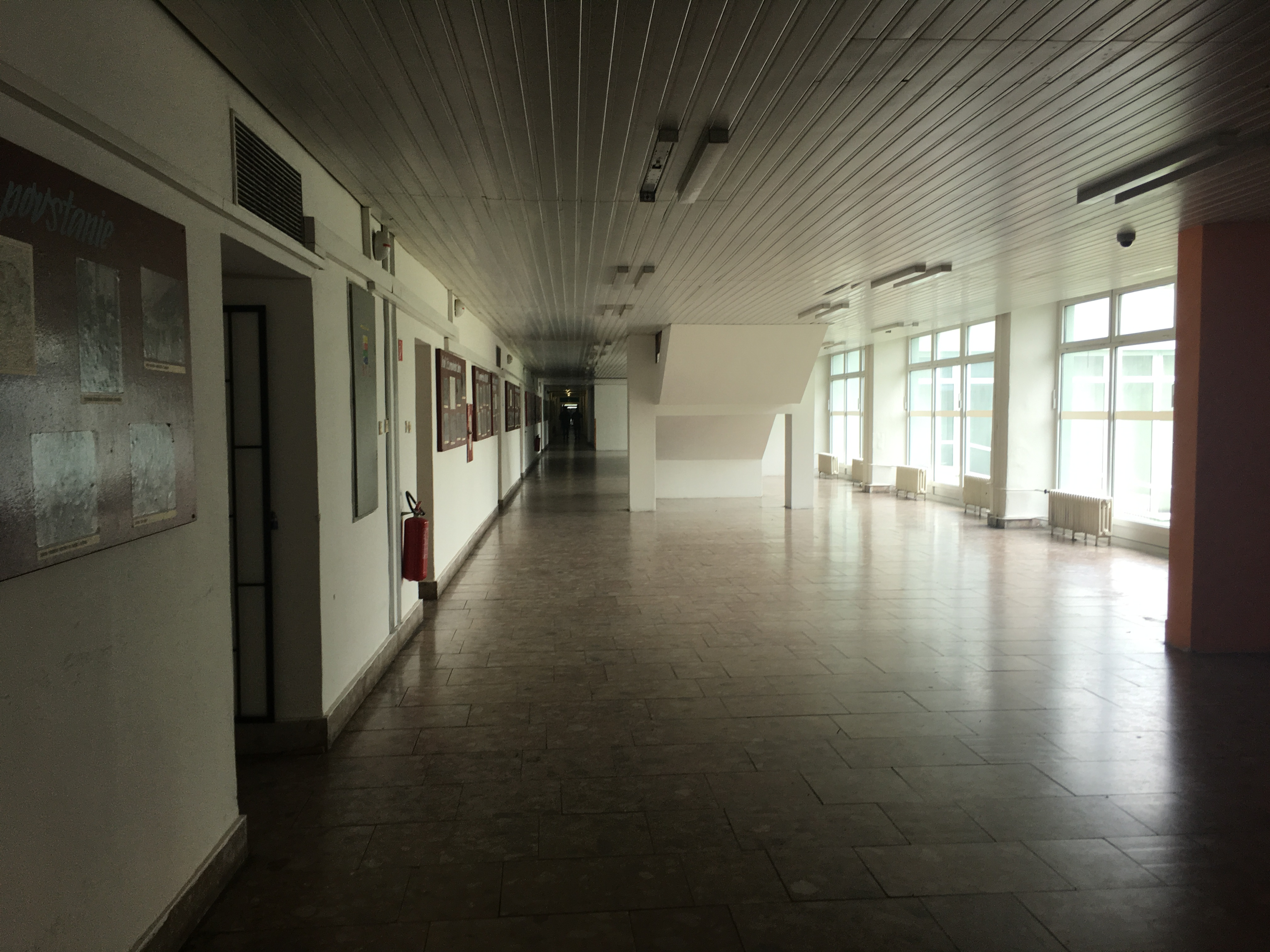
Один из коридоров главного корпуса
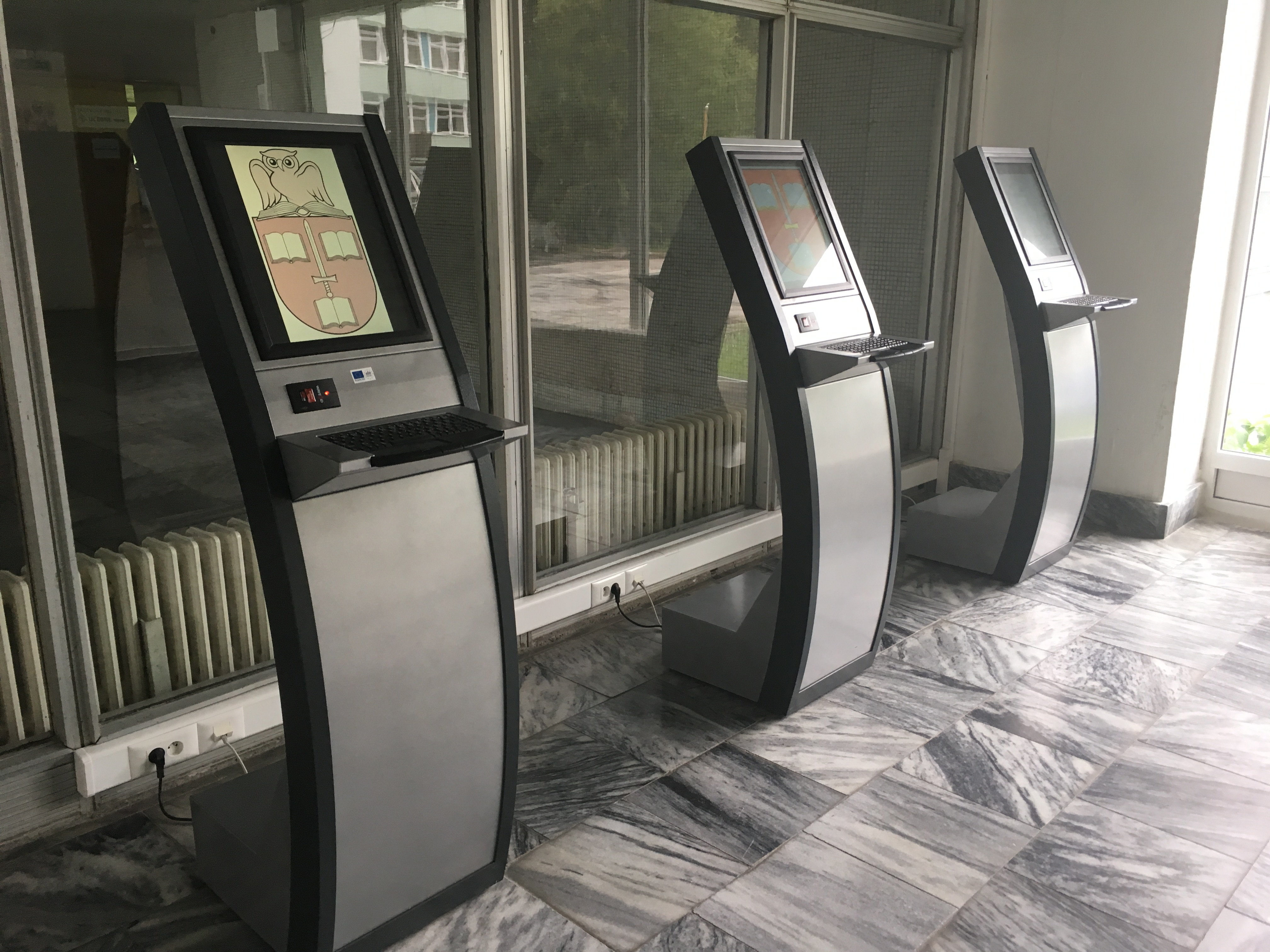
Справочные терминалы
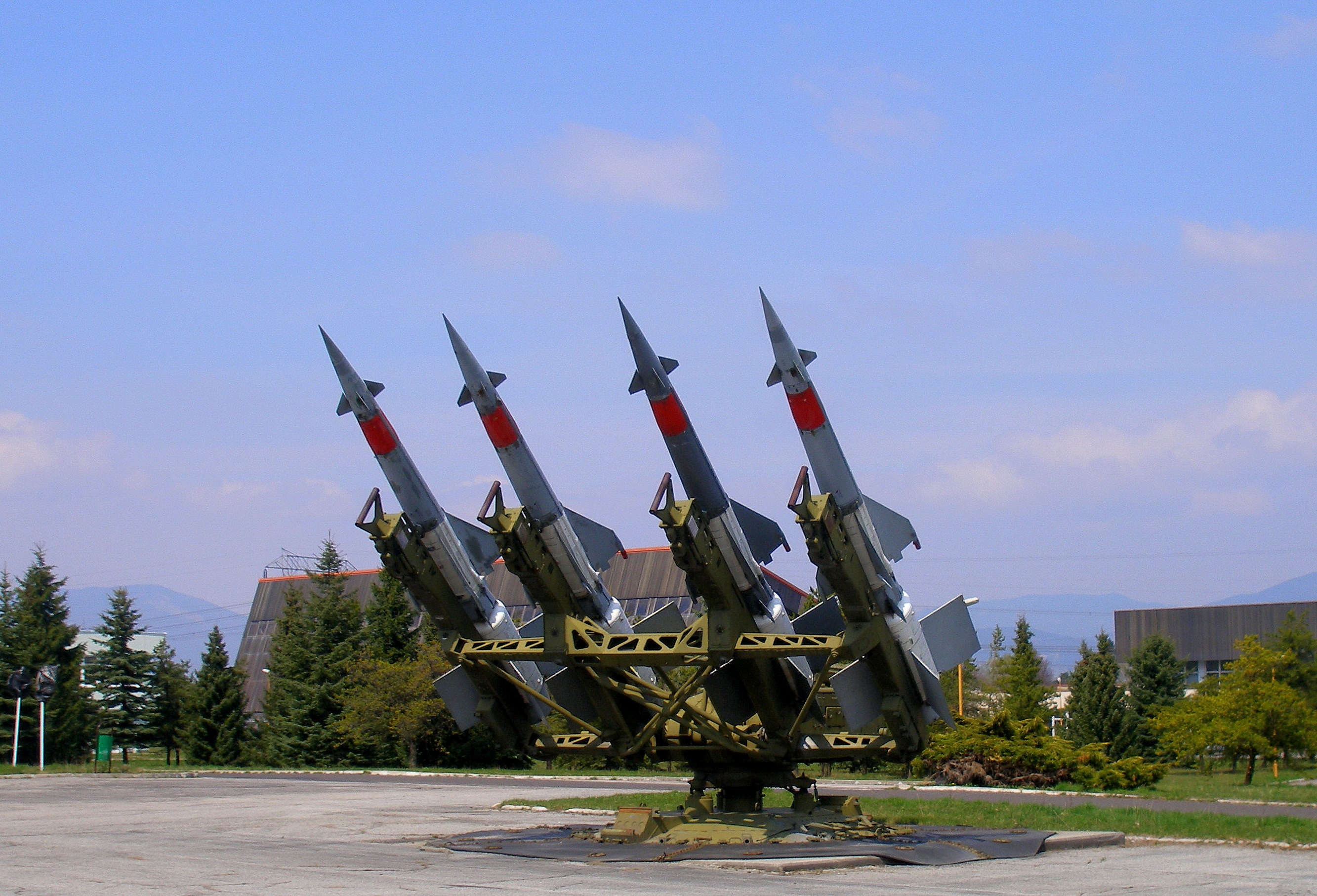
С-125
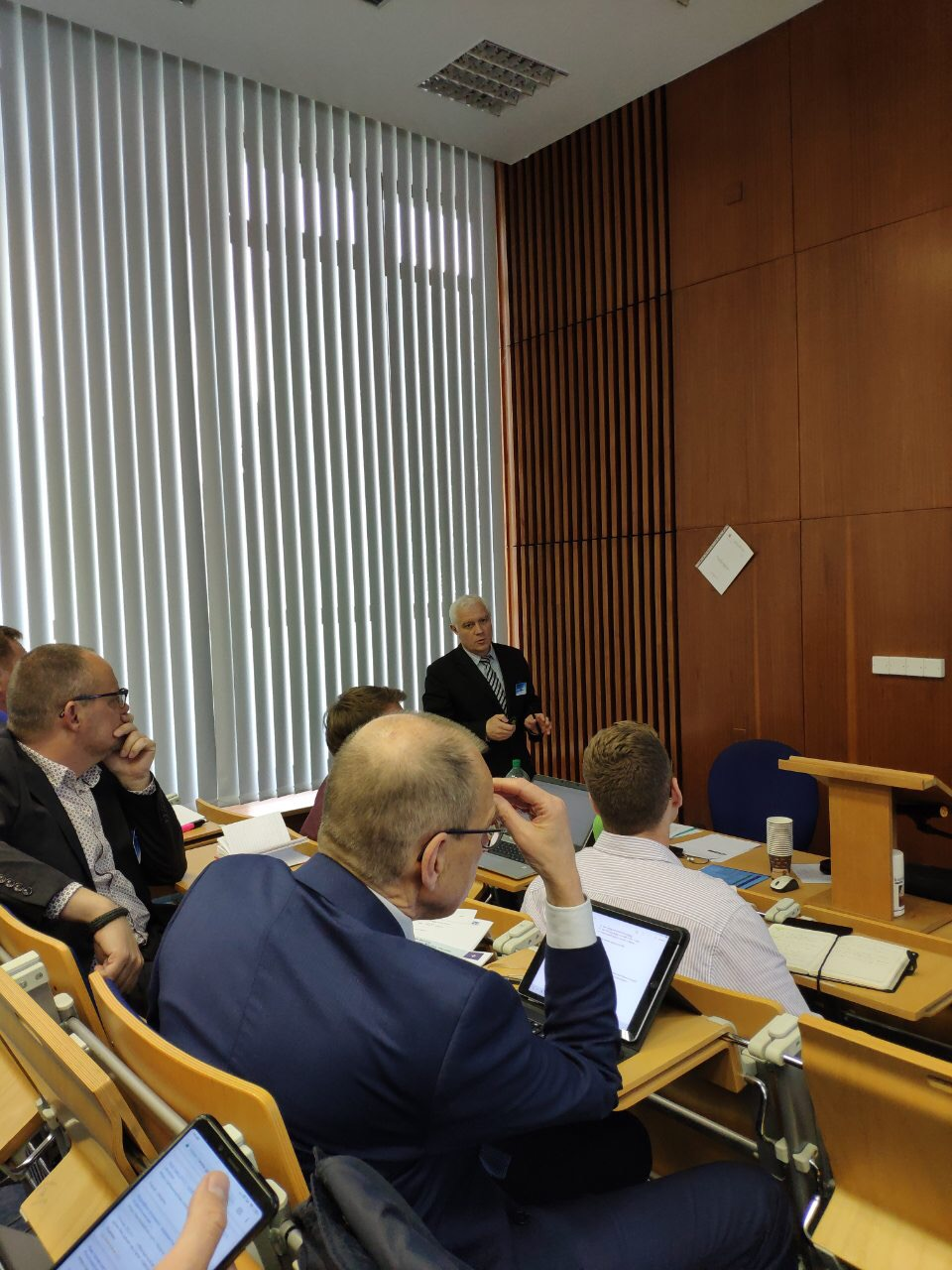
Заседание RTG AVT-290 STO, май 2019.